# Stempellinella edwardsi
Stempellinella edwardsi är en tvåvingeart som beskrevs av Spies och Ole Anton Saether 2004. Stempellinella edwardsi ingår i släktet Stempellinella och familjen fjädermyggor. Arten är reproducerande i Sverige. Inga underarter finns listade i Catalogue of Life.